# Les Friques
Les Friques (toponimo francese) è una frazione del comune svizzero di Saint-Aubin, nel Canton Friburgo (distretto della Broye).

## Storia

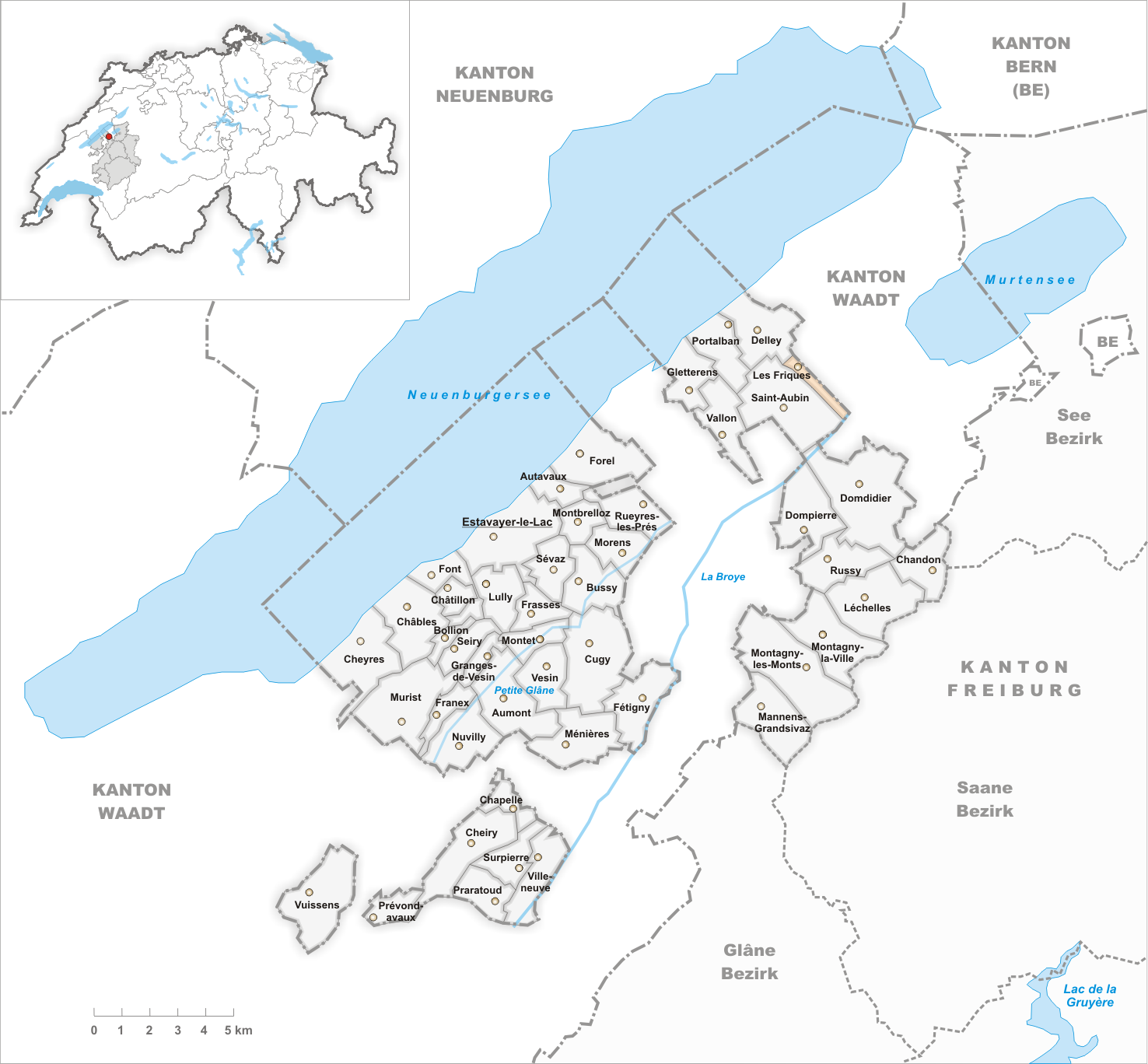
Il territorio del comune di Les Friques prima degli accorpamenti comunali del 1991

Già comune autonomo, nel 1991 è stato accorpato a Saint-Aubin.

## Monumenti e luoghi d'interesse
- Cappella cattolica dell'Immacolata Concezione e di San Nicola, eretta nel 1757-1758[1].

## Società

### Evoluzione demografica
L'evoluzione demografica è riportata nella seguente tabella:
Abitanti censiti

## Amministrazione
Ogni famiglia originaria del luogo fa parte del comune patriziale che ha la responsabilità della manutenzione di ogni bene comune.